# IS12M
MOTOROLA RAZR IS12M（モトローラ レーザー アイエスいちにエム）は、モトローラ・モビリティによって開発されたストレート型スマートフォンである。auブランドを展開するKDDI及び沖縄セルラー電話のISシリーズの一つで、CDMA 1X WINに対応する。製造型番はMOI12（エムオーアイ いちに）。メーカー型番はXT909。

## 概要
au向けのモトローラブランド端末としては2台目のスマートフォンにあたる。
Droid RAZR・MOTOROLA RAZRの日本向け仕様として、アメリカの携帯電話事業者であるベライゾン・ワイヤレス向けに投入されたDROID RAZRをベースにLTE通信モジュールを省くなどの変更を加えている。
ディスプレイのガラス部分にはGorilla Glassを採用しており、高い強度を実現している。また、背面部は防弾チョッキ等で使われているKEVLARファイバーを採用している。
対応するau ICカードはmicro au ICカードである。micro au ICカードを使用する2012年夏モデル以降のauスマートフォンなどと同様に、従来のau ICカード対応機とカードを差し替えて使用することはできない。
※2014年現在、SIMカードのサイズを戻すアダプターが安価で売られており、自己責任扱いだがそれを使用して従来のau ICカード対応機の差し替え利用は可能、
また物理的に不可能という扱いであってシステム上の制限はないため、店頭でアダプターを使用しての従来のau ICカード対応機ロッククリアも可能。
ISW11Mに引き続きWebtop (ウェブトップ) に対応している。専用のクレードル（HDステーション）を利用すると、HDステーションからマイクロHDMIでディスプレイに接続したり、USBでキーボード・マウス・USBメモリに接続でき、ディスプレイの大きな画面で Mozilla Firefox などが利用可能。Webtop は Ubuntu (Linux) をベースとしており、実行中は Android と Webtop (Linux) が同時に起動され、両OSを同時に1つのディスプレイ内に表示することができる。
バッテリーは容量1780mAhのものを搭載している。ユーザーによる電池交換は不可能。
工場出荷時にプリインストールされるAndroidのバージョンは2.3.6であるが、2012年7月11日より4.0へのメジャーバージョンアップが実施された。KDDIから4.0へのバージョンアップが具体的に発表された初の機種である。

## Android 4.0アップデートでの変更点・追加点
2012年7月11日にAndroid 4.0へのアップデートが開始された。
アップデートに伴う変更点・機能の追加は以下とおり。
- ロック解除画面の変更
- フォルダ作成の簡略化
- データ使用メニューの追加
- フェイスアンロック(顔認証)機能の追加
- ソーシャルネットワーキングの削除
- Eメール(@ezweb.ne.jp)アプリの背景設定機能の追加
- Cメールの絵文字対応
- 国際SMSへの対応
- 安心セキュリティパックの機能追加
  - 3LM Securityの位置検索で、GPS機能をOFFにしていても位置検索に限りGPS検索が可能となった
- Facebook・Twitterアプリの追加

## 歴史
- 2012年（平成24年）1月16日 - KDDI、およびモトローラ・モビリティより公式発表。
- 2012年1月27日 - 連邦通信委員会（FCC）を通過[4]。
- 2012年3月1日 - 全国にて一斉発売。
- 2012年7月11日 - Android 4.0.4へのメジャーバージョンアップが開始された。これに伴い本機に採用されているau絵文字（EZweb絵文字）も新au絵文字（新EZweb絵文字）へバージョンアップされる[5][6]。
- 2012年8月6日 - 本機に標準でプリセットされている「LISMO Player」のメジャーバージョンアップ（Ver. 2.0→Ver. 3.0）を実施[7]。ただし「LISMO Player」をメジャーバージョンアップする場合、あらかじめAndroid 4.0.4へバージョンアップしている事が条件となる。またPC用のバックアップツール「LISMO Port」を使用する場合はVer. 4.5を別途PCにインストールしておく必要がある。

## プリインストールアプリ
- Skype
- jibe
- KDDI Eメール
- MOTOBLUR

## 主な機能・サービス
※PC向けWebブラウザが標準装備されている。携帯向けサイト(EZWeb)は他のスマートフォンやPCと同じく閲覧不可。
| 主な機能・対応サービス                                                  | 主な機能・対応サービス                    | 主な機能・対応サービス              | 主な機能・対応サービス                                             |
| ----------------------------------------------------------------------- | ----------------------------------------- | ----------------------------------- | ------------------------------------------------------------------ |
| Webブラウザ                                                             | LISMO! for Android LISMO WAVE             | おサイフケータイ                    | ワンセグ                                                           |
| au one メール PCメール Gmail EZwebメール                                | デコレーションメール デコレーションアニメ | Skype_au                            | PCドキュメント                                                     |
| au Smart Sports Run & Walk Karada Manager ゴルフ(web版) Fitness、歩数計 | GPS                                       | au oneナビウォーク au one助手席ナビ | au one ニュースEX au one GREE                                      |
| じぶん銀行                                                              | 緊急地震速報                              | Bluetooth                           | 無線LAN機能 (Wi-Fi) テザリング (Wi-Fi・USB) +WiMAX (モバイルWiMAX) |
| 赤外線通信 (IrSimple)                                                   | WIN HIGH SPEED                            | グローバルパスポート (CDMA・GSM)    | auフェムトセル                                                     |
| microSD microSDHC                                                       | モーションセンサー(6軸)                   | 防水                                | 簡易留守録 着信拒否設定                                            |

- 安心セキュリティパックは、フル対応

## 注・出典
1. ↑  最厚部10.7mm
2. ↑  対応プロファイルはHSP、HFP、A2DP、AVRCP、OPP、PBAP、SPP
3. ↑  〈お知らせ〉 「MOTOROLA RAZR (TM) IS12M」、「DATA08Wドック」の販売開始について | 2012年 | KDDI株式会社
4. ↑  auの絵文字リニューアルについて～事業者間絵文字共通化に向けた取組み～ - KDDI 2012年4月18日
5. ↑  auの絵文字リニューアルについて～事業者間絵文字共通化に向けた取組み～<別紙>- KDDI 2012年4月18日
6. ↑  LISMO Player (Ver.3.0)、LISMO楽曲検索 (Ver.15.0) およびLISMO Port (Ver.4.5) の提供開始について | KDDI - 2012年8月6日
7. ↑  UMTSデータローミングも対応。